# Air West Coast
Air West Coast — новозеландська авіакомпанія, що базується в місті Греймут.
Раніше виконувала регулярні авіарейси між Велінґтоном і двома містами в регіоні Вест-Кост: Вестпортом і Греймутом; у 2009 році нетривалий час існував також рейс між Вестпортом і Крайстчерчем. В даний час продовжує виконувати чартерні рейси та оглядові польоти (англ. scenic flights) над Південним островом. За даними авіаційного регістру, компанія експлуатує чотири літаки: один Dornier Do 228, два Piper PA-31 Navajo і один Cessna 210.
За іншими відомостями, Air West Coast припинила обслуговувати регулярні авіарейси, продала літак Dornier, але продовжує займатися оглядовими польотами над красивими місцями Нової Зеландії: гора Кук, Мілфорд Саунд та інші, а також власні чартерні рейси над всією Новою Зеландією.

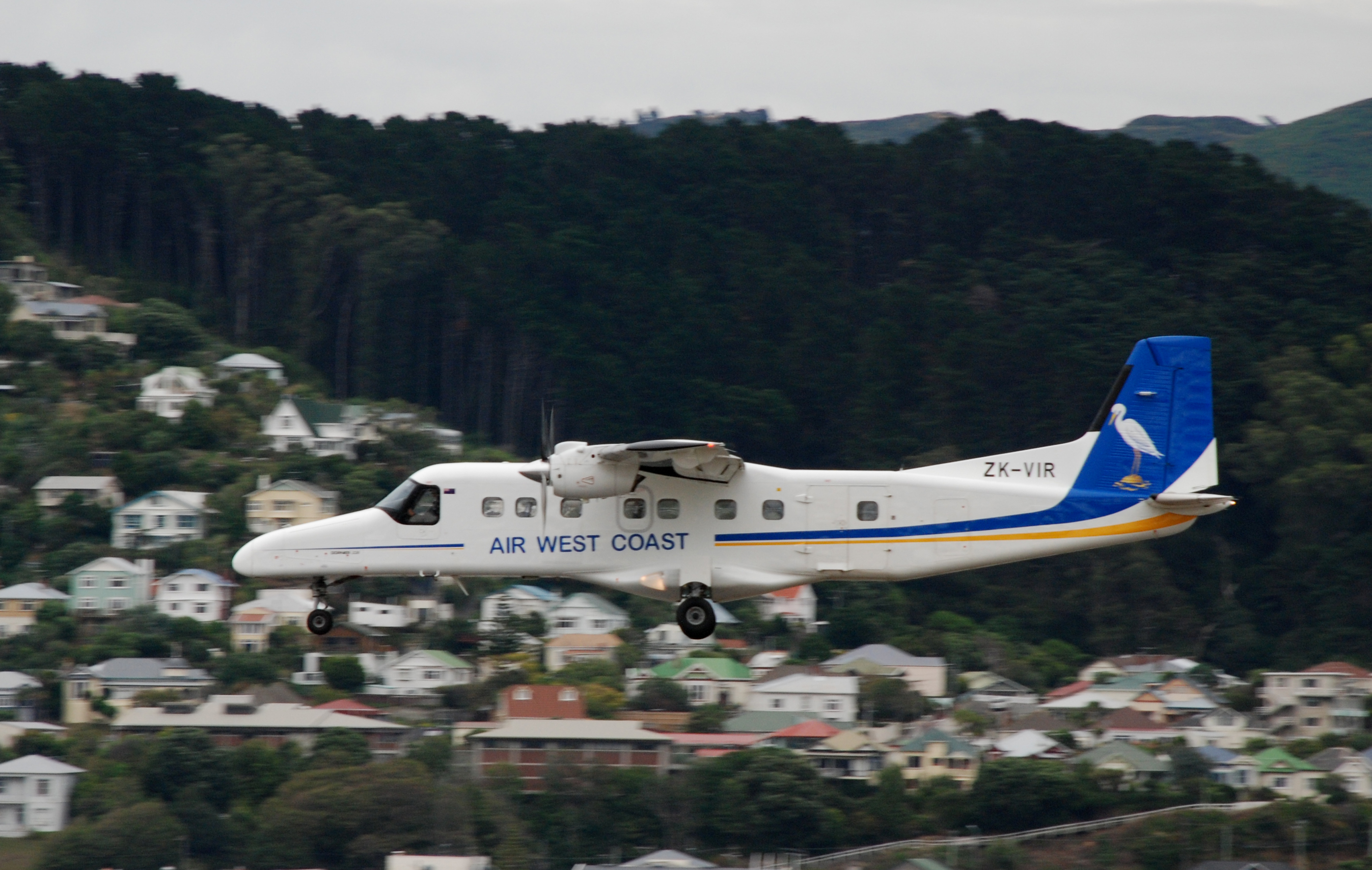
Літак Dornier 228 компанії Air West Coast на підльоті до Веллінгтона (березень 2007 року)

## Історія
Авіакомпанія Air West Coast була створена християнської комуною Глоріавейл в 2002 році. Комуна відбувається Каста (Cust) в Кентербері; в 1991 році вона переїхала на озеро Хаупірі (Lake Haupiri) у Вест-Кості, де побудувала злітно-посадкову смугу.
8 листопада 2002 року Air West Coast почала виконувати авіарейси до Веллінгтона і Крайстчерча. По понеділках і п'ятницях відправлявся літак за маршрутом Греймут —Вестпорт —Веллінгтон, а по вівторках і четвергах —  рейс Греймут —Вестпорт —Крайстчерч. На обох маршрутах літаки вилітали з Греймута рано вранці й поверталися в другій половині дня або ввечері. Спочатку діяльність авіакомпанії розвивалася, і в 2004 році рейс Греймут —Вестпорт —Веллінгтон виконувався вже п'ять разів на тиждень. Але потім регулярні авіарейси були припинені, залишилися тільки чартерні та оглядові, в тому числі чартерний рейс, на якому пасажири поїзда TranzAlpine повертаються з Греймута в Крайстчерч, пролетівши над горою Кук і гірськими льодовиками.

## Власник
Компанія, як і раніше, належить комуні Глоріавейл.